# Санџакбег
Санџакбег (тур. sancakbeyi) је назив за управника или владара санџака, административне области у оквиру вилајета у Османском царству.